# Dzieci kukurydzy V: Pola grozy
Dzieci kukurydzy V: Pola grozy (tytuł oryg. Children of the Corn V: Fields of Terror) − amerykański film fabularny z 1998 roku, czwarty z kolei sequel horroru Dzieci kukurydzy (1984). Obraz wyreżyserował Ethan Wiley, w rolach głównych wystąpili: Stacy Galina, Alexis Arquette, Eva Mendes, Greg Vaughan i David Carradine. Projekt wydany został przede wszystkim na rynku video; z dystrybucją kinową spotkał się we Włoszech i w Hiszpanii.

## Obsada
- Stacy Galina − Allison
- Alexis Arquette − Greg
- Eva Mendes − Kir
- Greg Vaughan − Tyrus
- Ahmet Zappa − Lazlo
- Angela Jones − Charlotte
- David Carradine − Luke Enright
- Adam Wylie − Ezekial
- Fred Williamson − szeryf Skaggs
- Olivia Burnette − Lily
- Matthew Tait − Jared
- Dave Buzzotta − Jacob
- Kane Hodder − barman/strażak